# Bocagia minuta
A Bocagia minuta a madarak osztályának verébalakúak (Passeriformes) rendjébe és a bokorgébicsfélék (Malaconotidae) családjába tartozó Bocagia nem egyetlen faja.

## Rendszerezése
A fajt Gustav Hartlaub német orvos és ornitológus írta le 1801-ben, a Telephonus nembe Telephonus minutus néven. Sorolták a Tchagra nembe Tchagra minuta néven is.

## Alfajai
- Bocagia minuta anchietae (Bocage, 1869)
- Bocagia minuta minuta (Hartlaub, 1858)
- Bocagia minuta reichenowi (Neumann, 1900)[2]

## Előfordulása
Afrikában, a Szahara alatti részeken, Angola, Benin, Burundi, Dél-Szudán, Elefántcsontpart, Etiópia, Gabon, Ghána, Guinea, Kamerun, a Kongói Demokratikus Köztársaság, a Kongói Köztársaság, a Közép-afrikai Köztársaság, Libéria, Malawi, Mozambik,  Nigéria, Ruanda, Sierra Leone, Szudán, Tanzánia, Togo, Uganda, Zambia és Zimbabwe területén honos.
Természetes élőhelye szubtrópusi és trópusi gyepek és cserjések, mocsarak, lápok, folyók és patakok környékén, valamint másodlagos erdők, ültetvények és szántóföldek. Állandó, nem vonuló faj.

## Megjelenése
Testhossza 19 centiméter, testtömege 25-38 gramm.
|  |

## Természetvédelmi helyzete
Az elterjedési területe rendkívül nagy, egyedszáma ugyan csökken, de még nem éri el a  kritikus szintet. A Természetvédelmi Világszövetség Vörös listáján nem fenyegetett fajként szerepel.